# Kabinett Tanaka II (1. Umbildung)
| Amt | Name                                           | Partei  | Faktion       |
| --- | ---------------------------------------------- | ------- | ------------- |
| Premierminister | Tanaka Kakuei                                  | LDP     | (Tanaka)      |
| Stellvertretender Premierminister bis 12. Juli 1974                                                                              | Miki Takeo                                     | LDP     | Miki          |
| Justizminister | Nakamura Umekichi                              | LDP     | Nakasone      |
| Außenminister | Ōhira Masayoshi Kimura Toshio ab 16. Juli 1974 | LDP LDP | Ōhira —       |
| Finanzminister | Fukuda Takeo Ōhira Masayoshi ab 16. Juli 1974  | LDP LDP | Fukuda Ōhira  |
| Bildungsminister | Okuno Seisuke                                  | LDP     | —             |
| Gesundheits- und Sozialminister                                                                                                  | Saitō Kunikichi                                | LDP     | Ōhira         |
| Minister für Landwirtschaft und Forsten                                                                                          | Kuraishi Tadao                                 | LDP     | Fukuda        |
| Minister für Internationalen Handel und Industrie                                                                                | Nakasone Yasuhiro                              | LDP     | Nakasone      |
| Verkehrsminister | Tokunaga Masatoshi                             | LDP     | Tanaka        |
| Postminister | Harada Ken                                     | LDP     | Mizuta        |
| Arbeitsminister | Hasegawa Takashi                               | LDP     | Ex-Ishii      |
| Bauminister Leiter der Entwicklungskommissionen für Kinki, Chūbu und die Hauptstadtregion bis 26. Juni 1974                      | Kameoka Takao                                  | LDP     | Tanaka        |
| Innenminister Vorsitzender der Nationalen Kommission für Öffentliche Sicherheit Leiter der Behörde für die Entwicklung Hokkaidōs | Machimura Kingo                                | LDP     | Fukuda        |
| Chefkabinettssekretär | Nikaidō Susumu                                 | LDP     | Tanaka        |
| Leiter des Amts des Premierministers Leiter der Behörde für die Entwicklung Okinawas                                             | Kosaka Tokusaburō                              | LDP     | —             |
| Leiter der Behörde für Verwaltungsaufsicht                                                                                       | Hori Shigeru Hosoda Kichizō ab 16. Juli 1974   | LDP LDP | Fukuda Fukuda |
| Leiter der Verteidigungsbehörde                                                                                                  | Yamanaka Sadanori                              | LDP     | Nakasone      |
| Leiter des Wirtschaftsplanungsamts                                                                                               | Uchida Tsuneo                                  | LDP     | Ōhira         |
| Leiter der Behörde für Wissenschaft und Technologie                                                                              | Moriyama Kinji                                 | LDP     | Miki          |
| Leiter der Umweltbehörde | Miki Takeo Mōri Matsuhei ab 12. Juli 1974      | LDP LDP | Miki Miki     |
| Staatsminister 24. bis 25. Juni 1974 Leiter der Behörde für Staatsland ab 26. Juni 1974                                          | Nishimura Eiichi                               | LDP     | Tanaka        |

Anmerkung: Der Parteivorsitzende und Premierminister gehört während seiner Amtszeit offiziell keiner Faktion an.